# Frutonic
Frutonic — це гарячий газований безалкогольний напій з соку та води компанії The Coca-Cola Company. Він продається в Бельгії, Люксембурзі та Новій Зеландії. Ароматизатори включають лимон, апельсин і полуницю.